# 2010年亞洲沙灘運動會中華台北代表團
2010年亞洲沙灘運動會於2010年12月8日至12月16日在阿曼馬斯喀特舉行，中華民國（台灣）以“中華台北”名义參加本屆賽事。

## 獎牌項目
| 比賽項目   | 金牌 | 銀牌 | 銅牌 | 總數 |
| 沙灘木球   | 0    | 1    | 2    | 3    |
| 馬拉松游泳 | 0    | 0    | 1    | 1    |
| 滑水       | 0    | 0    | 1    | 1    |

## 沙灘手球
- 周振宇、李政翰、陳禹良、陳毓仁、翁家瑋、王暉雄、鄭旭宏、詹錦富：男子團體（第9名）

## 沙灘排球
- 李永彰、蕭宇棠：男子團體（未晉級）
- 林國翔、唐屏育：男子團體（未晉級）
- 劉碧欣、謝佩珊：女子團體（第9名）
- 張惠敏、顧乃涵：女子團體（第5名）

## 沙灘木球

### 男子組
個人
- 王萬鎰：男子個人賽（第9名）
- 黃凱合：男子個人賽（第15名）
- 張育誠：男子個人賽（第18名）
- 蘇鴻文：男子個人賽（第20名）
- 林煇欽：男子個人賽（第25名）
- 張珀碩：男子個人賽（第32名）

團體
- 王萬鎰、張珀碩、蘇鴻文、黃凱合、張育誠、林煇欽：男子團體賽（ 銅牌）

### 女子組
個人
- 江方瑀：女子個人賽（ 銅牌）
- 吳芷涵：女子個人賽（第6名）
- 曾欣儀：女子個人賽（第7名）
- 邱雅婷：女子個人賽（第13名）
- 賴柔彤：女子個人賽（第17名）
- 洪梅惠：女子個人賽（第23名）

團體
- 邱雅婷、江方瑀、曾欣儀、吳芷涵、洪梅惠、賴柔彤：女子團體賽（ 銀牌）

## 鐵人三項
- 楊茂雍：男子個人（第12名）
- 郭修森：男子個人（第14名）
- 張蘿苡：女子個人（第8名）
- 陳培溫：女子個人（第12名）

## 馬拉松游泳
- 潘凱文：
  - 男子5公里馬拉松長泳（ 銅牌）
  - 男子10公里馬拉松長泳（失格）
- 蕭富祐：
  - 男子5公里馬拉松長泳（第11名）

## 帆船
- 胡金泰：男子RSX風浪板（第10名）
- 劉芸君：女子鐳射幅射型帆船（第18名）

## 滑水
- 林昊廷：男子個人寬板（未晉級）
- 鄧佩珊：女子個人寬板（ 銅牌）
- 林昊廷、鄧佩珊：混合團體寬板（第4名）